# 宋傣語
宋傣语或老松语是泰国一种台语支语言。宋傣语原来分布在碧武里府，后来迁徙到北碧府、叻武里府、素攀府、佛统府、沙没沙空府、沙没颂堪府、那空沙旺府和彭世洛府(Somsonge 2012)。

## 阅读更多
- Miyake, Marc. 2014. 平均宋傣语声调 （页面存档备份，存于）.